# Hietasalo (ö i Norra Savolax, Kuopio, lat 63,23, long 28,15)
Hietasalo är en ö i Finland. Den ligger i sjön Syväri och i kommunen Kuopio i den ekonomiska regionen  Kuopio ekonomiska region  och landskapet Norra Savolax, i den centrala delen av landet, 400 km nordost om huvudstaden Helsingfors. Öns area är 80,2 hektar och dess största längd är 2,8 kilometer i sydöst-nordvästlig riktning.